# Eupithecia semilotaria
Eupithecia semilotaria là một loài bướm đêm trong họ Geometridae.